# Tomodachi Life
Tomodachi Life är ett livsimuleringsspel som utvecklats och publicerats av Nintendo till Nintendo 3DS. Spelet, som är en direkt uppföljare till den Japan-exklusiva Nintendo DS-titeln; Tomodachi Collection, släpptes i Japan april 2013 och internationellt juni 2014.
Tomodachi Life handlar om att skapa en egen värld av Mii-karaktärer med vänner, familj och blanda dem med kändisar från TV, film och sport. Spelett utspelar sig på en ö där det händer något nytt varje gång spelaren startar spelet. Tomodachi är ett japanskt ord och betyder "vän".